# Myriam Schropp
Myriam Schropp (29 april 1966) is een tennisspeelster uit Duitsland.
In 1984 en 1985 speelde ze 8 partijen voor Duitsland op de Fed Cup.
Ook in 1984 speelde ze op de Olympische Zomerspelen in Los Angelos voor Duitsland, waar ze de tweede ronde haalde door Gigi Fernández in de eerste ronde te verslaan.